# Incidente no Golfo de Omã em junho de 2019
Em 13 de junho de 2019, dois navios-petroleiros afiliados ao Japão foram atacados perto do Estreito de Ormuz enquanto transitavam no Golfo de Omã, supostamente com minas-lapa. O incidente ocorreu apenas um dia após Shinzo Abe, o primeiro-ministro japonês, se ter reunido no Irã com o aiatolá Khamenei e apenas um mês após ter ocorrido o outro incidente, em plena fase de tensão entre o Irã e os Estados Unidos, com os Estados Unidos culpando o Irã pelo incidente.
A Arábia Saudita e o Reino Unido apoiaram a acusação dos Estados Unidos. O Irã negou a acusação, culpando os Estados Unidos por espalhar desinformação e "belicismo".
Em 17 de junho, como uma forma de resposta ao incidente, os Estados Unidos anunciaram o envio de mais mil tropas para o Médio Oriente.